# Keiji Muto Grand Final Pro-Wrestling "Last Love"
Keiji Muto Grand Final Pro-Wrestling "Last Love" fue un evento de lucha libre profesional realizado por la marca Pro Wrestling NOAH de la empresa CyberFight. Tuvo lugar el 21 de febrero de 2023 en el Tokyo Dome en Tokio, Japón.
El evento contó con la participación de luchadores de las empresas aliadas Pro Wrestling Noah, DDT Pro-Wrestling y Tokyo Joshi Pro-Wrestling. También contó con luchadores pertenecientes a otras empresas japonesas como New Japan Pro Wrestling, All Japan Pro Wrestling y Dragon Gate.
Este evento marcó el final de la carrera de Keiji Muto, quién se enfrentó al líder de Los Ingobernables de Japón: Tetsuya Naito, en su última lucha como profesional tras 38 años de carrera.
También, este evento marcó el final de la carrera de NOSAWA Rengai tras 27 años como luchador, debido a un fuerte resentimiento en sus lesiones. Su última lucha la hizo al lado de su compañero de equipo en Tokyo Gurentai: Mazada.
Fue la primera ocasión que Pro Wrestling NOAH realizó un evento desde el Tokyo Dome después de 18 años, ya que no lo hacía desde el evento Destiny 2005.

## Producción
El 12 de junio de 2022, durante el "CyberFight Festival 2022", Muto anunció que su retiro sería el próximo año. Unos días después, Pro Wrestling Noah anunció una serie de eventos para conmemorar la carrera de Muto que culminarían con una lucha final el 21 de febrero de 2023 en el Tokyo Dome.
Posteriormente, New Japan Pro Wrestling y All Japan Pro Wrestling, empresas donde Muto paso el mayor tiempo de su carrera, decidieron unirse al evento.

## Antecedentes
Durante la noche 2 de Wrestle Kingdom 17, Tetsuya Naito derrotó a Kenoh en la lucha principal del evento, dándole el triunfo a su equipo en una Best of 5 Series entre Los Ingobernables de Japón (NJPW) y Kongo (NOAH). Durante la celebración, Keiji Muto se dirigió hacia el ring y le pidió a Naito que fuera su oponente en su combate de retiro en el evento Keiji Muto Grand Final Pro-Wrestling "Last-Love". Naito aceptó la propuesta de Muto, estableciendo la lucha en el evento principal para el 21 de febrero.
En el mismo evento, Kazuchika Okada y Togi Makabe se enfrentaron a Kaito Kiyomiya y Yoshiki Inamura. Durante la lucha, Kiyomiya pateó la cara de Okada, provocando una pelea fuera del ring, terminando la lucha sin resultado. Después de la pelea, Kiyomiya tomó el micrófono y reto a Okada a una lucha, pero éste no respondió. Ambos se siguieron atacando hasta que finalmente fueron separados por el personal de NJPW. En NOAH Great Voyage in Osaka 2023, Kiyomiya retuvo el Campeonato Peso Pesado de la GHC ante Jack Morris. Durante la celebración, Kiyomiya fue atacado por Okada quien lo conecto con un Rainmaker, y posteriormente aceptó la lucha.
Tras ganar su lucha en la noche 2 de Wrestle Kingdom 17, el Campeón Peso Pesado Junior de la IWGP Hiromu Takahashi asistió a la conferencia de prensa que ofreció NJPW después del evento. Allí fue sorprendido por el Campeón Peso Pesado Junior de la GHC AMAKUSA, que también había ganado su lucha esa noche. AMAKUSA reto a Takahashi a una lucha para probar quien es el mejor luchador Junior Peso Pesado. La lucha se haría oficial hasta el día siguiente.
En el evento NOAH Demolition Stage 2022 in Fukuoka, NOSAWA Rongai anunció que se retiraría de la lucha libre profesional el 21 de febrero de 2023, misma fecha del retiro de Keiji Muto. Su decisión llegó por orden médica, luego de que su condición física empeorara. El 20 de diciembre, se anunció que en su última lucha haría equipo con su compañero de equipo en Tokyo Gurentai MAZADA, ante Taiji Ishimori (antiguo rival de Rongai) y Gedo, miembros de Bullet Club.
Tras una pausa en la lucha libre profesional, Daga debutó en Pro Wrestling Noah en el evento Star Navegation 2023 al lado de los miembros de Stinger: Eita, Yoshinari Ogawa, Chris Ridgeway & NOSAWA Rongai con una victoria. Esa noche, se pacto la revancha para el 21 de febrero, cambiando a Rongai por Hayata. En Great Voyage in Osaka 2023, Daga volvió a luchar junto a Chris Ridgeway con Hayata en su esquina. Esa misma noche, Ridgeway y Hayata atacaron a Eita y Ogawa, causando la fractura del grupo. Sin embargo, la lucha ya estaba previamente pactada, por lo que volverán a luchar como equipo. 
Durante el evento de NOAH The New Year 2023, Jack Morris derroto a  Timothy Thatcher. Después de la lucha, Jake Lee debutó en NOAH formando una alianza con Morris. A los pocos días, Anthony Greene (quién ya estaba previamente aliado con Morris) volvió de una gira por los Estados Unidos, formando los "Good Looking Guys". Por otro lado, Thatcher decidió unirse con los ex-campeones en parejas de la GHC TakaKoji (Takashi Sugiura & Satoshi Kojima), para retar al nuevo equipo de Morris, Lee y Grenne a una lucha de tres contra tres.

## Transmisión
El evento se transmitió en vivo por el servicio de televisión lineal AbemaTV, quien se encargó de patrocinar el evento y al igual que CyberFight pertenece a la misma empresa matriz CyberAgent. El evento también puede verse a través de la plataforma de streaming de CyberFight: Wrestling Universe.

## Resultados
En paréntesis se indica el tiempo de cada combate:
- Masa Kitamiya & Daiki Inaba derrotaron a Yoshiki Inamura & Yasutaka Yano (7:21). 
  - Kitamiya cubrió a Yano después de un «Saito Suplex».
- Yuka Sakazaki, Miyu Yamashita, Shoko Nakajima & Rika Tatsumi derrotaron a Mizuki, Maki Itoh, Miu Watanabe & Yuki Arai (11:38).
  - Sakazaki cubrió a Arai después de un  «Magical Girl Splash».
- Good Looking Guys (Jake Lee, Jack Morris & Anthony Greene) derrotaron a TakaKoji (Takashi Sugiura & Satoshi Kojima) & Timothy Thatcher (7:14).
  - Lee cubrió a Thatcher después de un «Skewered Front High Kick».
- Stinger (Yoshinari Ogawa, Eita, Hayata & Chris Ridgeway) & Daga derrotaron a Atsushi Kotoge, YO-HEY, Seiki Yoshioka, Alejandro & Junta Miyawaki (6:23).
  - Ridgeway cubrió a Miyawaki después de un «Chicken Wing».
  - Después de la lucha, Hayata y Ridgeway encararon a Ogawa, pero fue respaldado por Eita y Daga.
- The37Kamiina (Mao, Shunma Katsumata, Yuki Ueno & Toui Kojima) derrotaron a Tetsuya Endo, Hideki Okatani, Yuya Koroku & Takeshi Masada (9:06).
  - Ueno cubrió a Masada después de un «WR».
- Naomichi Marufuji, El Hijo de Dr. Wagner Jr. & Ninja Mack derrotaron a Z-Brats (Shun Skywalker, KAI & Diamante) (11:20).
  - El Hijo de Dr. Wagner Jr. cubrió a KAI después de un «Moonsault».
  - Durante la lucha, Diamante se lesiono su brazo.
- Kongo (Kenoh, Manabu Soya & Katsuhiko Nakajima) derrotaron a Kento Miyahara, Suwama & Yuma Aoyagi (15:57).
  - Kenoh cubrió a Aoyagi después de un «PFS».
  - Después de la lucha, Nakajima encaró a Miyahara.
- Bullet Club (Taiji Ishimori & Gedo) derrotaron a Tokyo Gurentai (NOSAWA Rongai & MAZADA) (4:43). 
  - Ishimori cubrió a Rongai después de un «Bloddy Cross».
  - Esta fue la lucha de retiro de Rongai.
- El Campeón Peso Pesado Junior de la IWGP Hiromu Takahashi derrotó al Campeón Peso Pesado Junior de la GHC AMAKUSA (11:02). 
  - Takahashi cubrió a AMAKUSA después de un «Time Bomb II».
  - Ninguno de los dos campeonatos estuvieron en juego.
- El Campeón Mundial Peso Pesado de la IWGP Kazuchika Okada derrotó al Campeón Peso Pesado de la GHC Kaito Kiyomiya (16:32). 
  - Okada cubrió a Kiyomiya después de un «Rainmaker».
  - Ninguno de los dos campeonatos estuvieron en juego.
- Tetsuya Naito derrotó a Keiji Muto (28:58). 
  - Naito cubrió a Muto después de un «Destino».
  - Después de la lucha, Muto invitó a Masahiro Chono al ring, para posteriormente retarlo a una lucha.
- Masahiro Chono derrotó a Keiji Muto (con Masao Hattori como árbitro especial invitado) (1:37). 
  - Chono forzó a Muto a rendirse después de un «STF».
  - Después de la lucha, Muto y Chono recibieron una ola de aplausos por parte del público.
  - Antes de finalizar el evento, en la pantalla del estadio se mostró una imagen de Chono, Muto, Mitsuharu Misawa y Shinya Hashimoto.
  - Esta fue la lucha de retiro de Muto y Chono como luchadores profesionales y la de Hattori como árbitro.